# Mycènes, celui qui vient du futur
Mycènes, celui qui vient du futur est un téléfilm de science-fiction français en deux parties de 90 minutes, réalisé par François Chatel et Pierre Neel d'après un scénario de Aimé Michel et diffusé entre le 29 janvier 1972 et le 19 février 1972 sur la première chaîne de l'ORTF. 

## Synopsis
Mycènes est un robot qui vient du futur. Dans sa planète d'origine, appelée la planète fermée, il évolue dans un univers labyrinthique, habité par d'étranges créatures à la tête en forme d'œuf. Un instituteur et une infirmière de 1972 se trouvent enfermés sur cette planète après y être entrés par un portail temporel. Mycènes va les aider à en sortir et les suivre en 1972.

## Distribution
Premier épisode
- Armand Abplanalp : Mycènes
- Dominique Leverd : Théo
- Catherine Ciriez : Ariane
- Jean Coste : Le patron du café
- Jean-Paul Renault :  Le garagiste
- Érik Colin : voix off

Second épisode
- Armand Abplanalp : Mycènes
- Frédéric Lambre : Jules
- Sophie Sam : Maria
- Gérard Dournel : Pasquale
- Jacques Hilling : Doc
- Bernard Fatacki : Gus
- Jean Luisi : Jerry Clark
- Serge Martina : Serge
- Catherine Serre : Sylvia
- Jacques Hébert : Marcel

## Fiche technique
- Scénario : Aimé Michel (épisode 1), Stefan Wul (épisode 2)
- Sociétés de production : ORTF

## Épisodes
1. La Planète fermée - 98 min - Réalisateur : François Chatel
2. La Piste sans étoile - 86 min - Réalisateur : Pierre Neel

## Commentaires
Il s'agissait en fait d'un pilote qui aurait dû se prolonger par une série, mais elle fut annulée, les téléspectateurs se plaignant d'un scénario incompréhensible.